# Kimbolton Castle

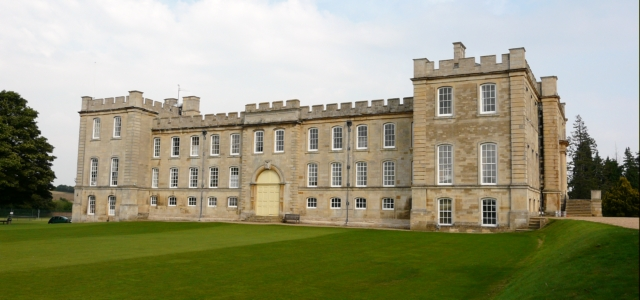
Kimbolton Castle (2008)

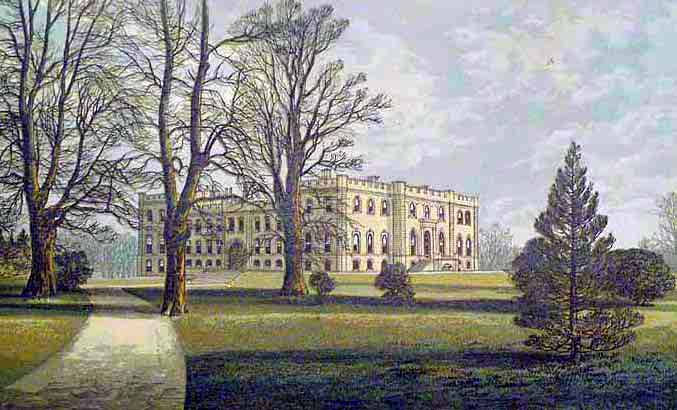
Kimbolton Castle, kolorierter Stich 1880

Kimbolton Castle ist ein ehemaliger Herrensitz in Cambridgeshire. Es wurde bekannt als letzter Aufenthaltsort von Katharina von Aragon, der ersten Frau von Heinrich VIII.
Die ursprüngliche mittelalterliche Burg wurde als repräsentativer Wohnsitz umgebaut und diente von 1615 bis 1950 den Earls und Dukes of Manchester als Familiensitz. Heute beherbergt es die Kimbolton School.

## Geschichte
Die Anfänge der Anlage gehen zurück in normannische Zeit. Unter Johann Ohneland erhielt Geoffrey fitz Peter, 1. Earl of Essex, das Marktrecht für Kimbolton. In der Folge wurde am Ort die noch jetzt bestehende Kirche erbaut sowie ein Manor House in unmittelbarer Nähe des heutigen Herrensitzes, das aber nicht mehr existiert.
Bis 1520 wechselte das Anwesen mehrmals die Besitzer, als die Familie der Wingfild einen Umbau im Tudorstil vornahm. Im April 1534 wurde Katharina von Aragon nach Kimbolton verbannt, weil sie sich geweigert hatte, der Annullierung ihrer Ehe wegen Kinderlosigkeit zuzustimmen. Katharina starb bereits zwei Jahre später, sie wurde in der Kathedrale von Peterborough begraben. 
1615 kaufte Sir Henry Montagu, der spätere Earl of Manchester, das Anwesen, das seine Nachkommen insgesamt 335 Jahre bewohnten, bis es 1951 verkauft wurde.
Während des Zweiten Weltkriegs wurde das Haus von der British Army als Lazarett genutzt. Nach dem Besitzerwechsel 1950 wurde Kimbolton Castle als Schule umgebaut. Das historische Inventar wurde zerstreut, einige Objekte fanden Eingang in englische Museen. Erhalten sind repräsentative Räume mit den Wandmalereien von Giovanni Antonio Pellegrini und einer Reihe von Porträts, die besichtigt werden können.